# شاه‌مردان‌سای
شاه‌مردان‌سای {{ازبکی|Shohimardonsoy) یک رود در ازبکستان و قرقیزستان می باشد.